# Køge Bugt-planen
Køge Bugt-planen var navnet på en samlet dispositionsplan, som udarbejdedes for delområder i 8 sognekommuner, alle beliggende med forbindelse til Køge Bugt. Planen udarbejdedes mellem 1961 og 1966 i henhold til en særlig lov og havde til formål at sikre boligmuligheder blandt andet for de familier, der forventedes at skulle flytte ud fra hovedstaden i forbindelse med de der påtænkte saneringer, der forudsås at mindske antallet af boliger betydeligt. Der var beregnet at skulle bo indtil 150.000 mennesker i planområdet.

## Baggrund og lovgrundlag
Lovgrundlaget for Køge Bugt-planens udarbejdelse var Lov om planlægning af Køge Bugt-området (nr. 144 af 17. maj 1961). I henhold til lovens §1 var lovens formål "...at bistå de kommuner i området langs Køge Bugt, som må forventes at blive omfattet eller berørt af en kommende bydannelse i området, med at tilvejebringe et grundlag for de enkelte kommuners byplanlægning, at samordne byplanlægningen af området med hensyn til dets anvendelse m.v. og at sikre områdets udbygning i en hensigtsmæssig tidsfølge.".
Loven fastslog, at der skulle udarbejdes et forslag til dispositionsplan for området, at planen skulle følges op af de berørte kommuner, at der skulle laves en tidsfølgeplan for udbygningen af såvel statslige som kommunale anlæg, at der kunne ske en overtagelse af detail-byplanlægningen, at staten kunne erhverve arealer til udbygningen og at tvivlsspørgsmål skulle afgøres af boligministeren med Byplannævnets tilslutning.

## Byudviklingsplanernes indhold
Køge Bugt-planen fik et indhold, der skulle gøre den til et forbillede for andre byplaner.
Hovedideen var, at der langs Køge Bugt skulle udbygges en række bydele på den ene side afgrænset af Køge Bugt, på den anden af en planlagt motorvejsforbindelse, indbyrdes adskilte af tværgående, grønne friarealer og sammenbundet af en S-togsforbindelse, hvis stoppesteder skulle ligge midt i hvert bydel. Industri var planlagt udlagt i særskilte områder på den modsatte side af motorvejsforbindelsen i forhold til boligområderne.
Det var forudset, at der i tilknytning til jernbanestationerne skulle sikres arealer til offentlige tjenester og at den tætteste (højeste) bebyggelse skulle samles her, mens stationsfjernere boligområder udlagdes til enfamiliehuse. Der blev lagt vægt på udbygningen af stinet i mere eller mindre grønne korridorer, som sammen med fritidsmulighederne ved Køge Bugt skulle sikre befolkningens muligheder for friluftsliv og rekreation. Et alsidigt udbud af børneinstitutioner, skoler, sports- og fritidsanlæg, sociale forsorgsinstitutioner samt indkøbsmuligheder indgik i planen.
Boligbebyggelsen blev differentieret i områder for parcelhuse, rækkehuse og etagehuse.
Til disse zonekort hørte en ledsagende tekst, der nøjere begrundede arealudlæggenes omfang, herunder forholdet til anden planlægning (fx planlagte veje og forsyningsanlæg men tillige naturbeskyttelseshensyn).

## Gyldighed
Dispositionsplanen for Køge Bugt blev tiltrådt af Planlægningsudvalget for Køge Bugt-området i 1966 og godkendt knapt to år senere af boligministeriet.
Planen blev fulgt i årene efter godkendelsen, omend udbygningen gik langsommere end oprindelig forudset, blandt andet fordi udbygningen af S-baneforbindelsen gik langsommere end planlagt: banens forlængelse til Vallensbæk blev afsluttet i 1972, til Hundige i 1976, til Solrød Strand i 1979 og til Køge i 1983.

## Betydning
Køge Bugt-planen blev fulgt op af en særlig planlægning af en Køge Bugt Strandpark med bademuligheder, lystbådehavne og andre fritids- og rekreationsmuligheder. Køge Bugt Strandpark blev åbnet i 1980.

## Byudviklingsplanområder
Køge Bugt-planen omfattede dele af følgende daværende kommuner:
1. Glostrup
2. Brøndbyerne
3. Vallensbæk
4. Thorslunde-Ishøj
5. Greve-Kildebrønde
6. Karlslunde-Karlstrup
7. Havdrup-Solrød
8. Jersie-Skensved.[2]